# Erdberg (Gemeinde Poysdorf)

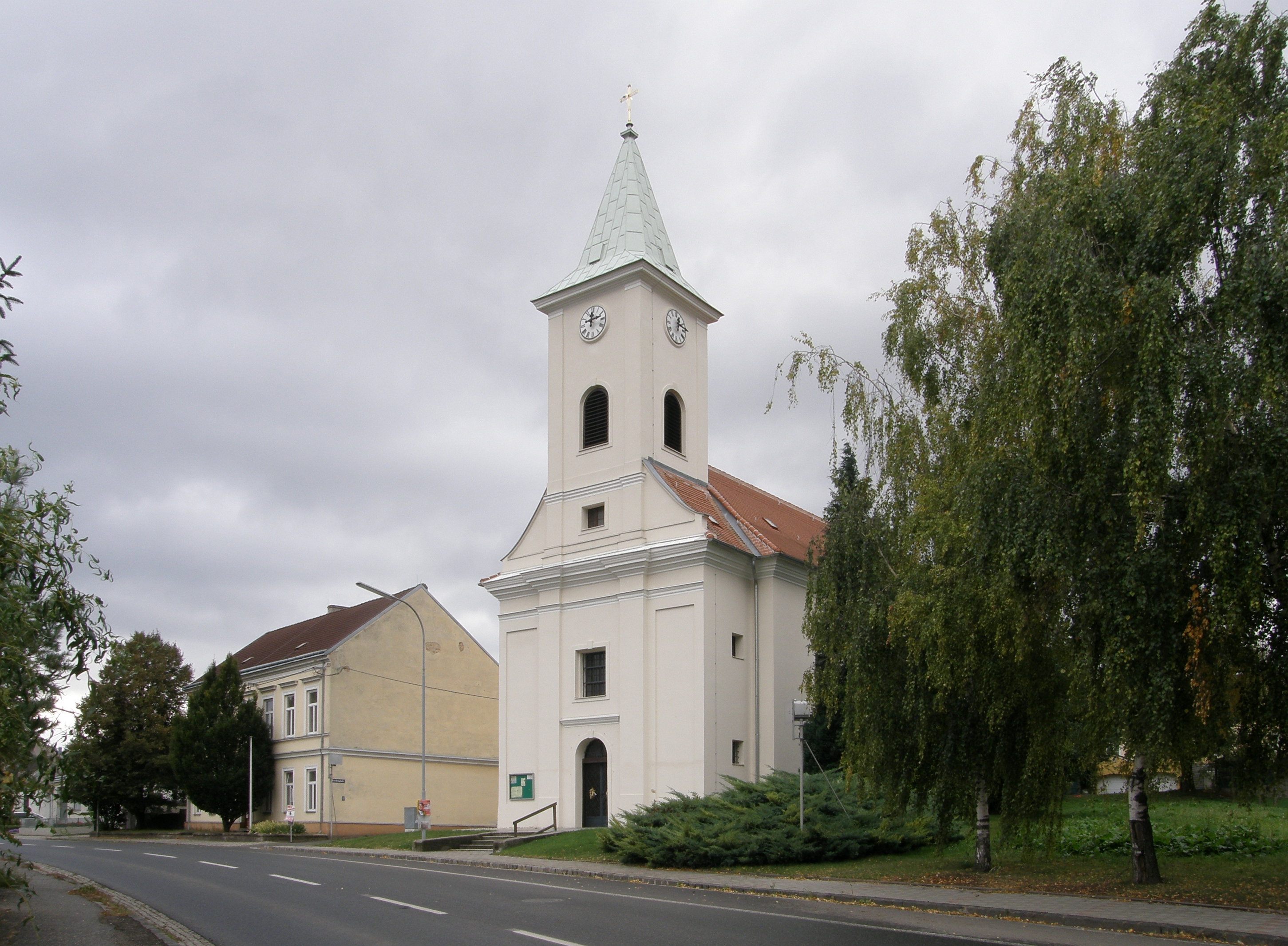
Pfarrkirche Erdberg

Erdberg ist eine Katastralgemeinde der Stadtgemeinde Poysdorf im nördlichen Niederösterreich. Das Dorf hat 305 Einwohner (Volkszählung 2001).

## Geografie

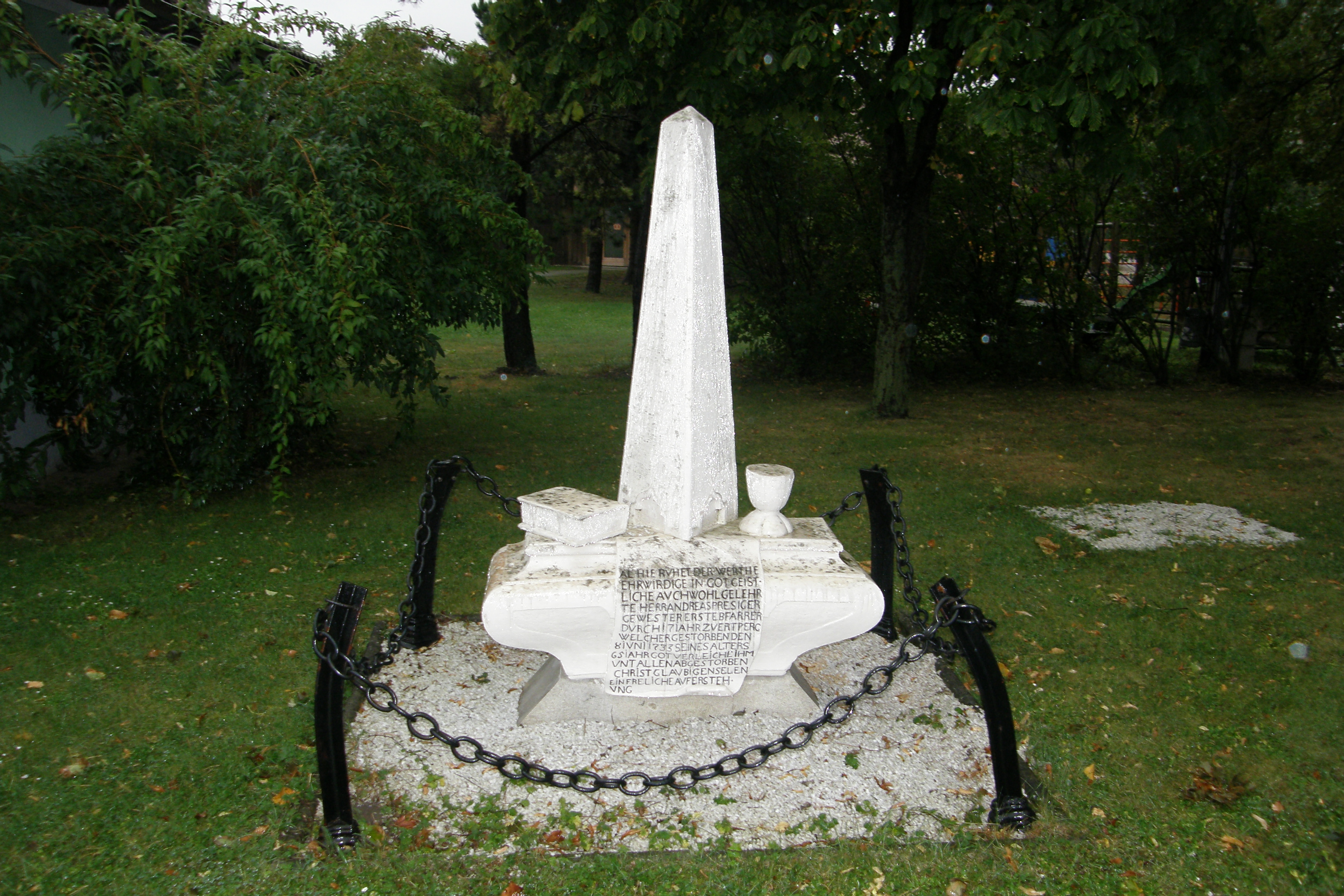
Grabdenkmal an der Europastraße

Erdberg liegt 55 km nördlich von Wien und südlich von Poysdorf an der Brünner Straße und lebt vor allem vom Weinbau und in geringerem Maße von der stark rückläufigen Viehhaltung. Der Name des Dorfes soll sich von „Erdpurch“ ableiten, da im Mittelalter an diesem Ort eine Erdburg zur Abwehr der Ungarn gestanden haben soll.

## Geschichte
Laut Adressbuch von Österreich waren im Jahr 1938 in der Ortsgemeinde Erdberg ein Bäcker, zwei Binder, ein Dachdecker, ein Fleischer, ein Gastwirt, vier Gemischtwarenhändler, ein Papier- und Schreibwarenhändler, ein Schmied, eine Schneiderin, ein Schuster, drei Viktualienhändler, vier Weinsensale und der Liechtensteinsche Meierhof ansässig.
In den letzten Tagen des Zweiten Weltkriegs, am 11. und 12. April 1945, wurde Erdberg Schauplatz von Kampfhandlungen zwischen Truppen der Waffen-SS und der Roten Armee. Dabei wurden 127 Gebäude zerstört, eine Brücke wurde gesprengt. In der Nacht vom 12. auf den 13. April wurde der Ort von sowjetischen Soldaten besetzt.

## Bauwerke
Die 1787–1788 auf Anordnung Kaiser Josefs II. als Ersatz für eine ältere, baufällige Kirche errichtete Pfarrkirche von Erdberg steht ebenso wie der dazugehörige Pfarrhof unter Denkmalschutz. In der Ortsmitte steht ein Pfeilerbildstock mit volkstümlich barocken Statuen der Heiligen Dreifaltigkeit sowie der Heiligen Rochus und Florian aus der alten Kirche. Ein Grabdenkmal an der Europastraße erinnert an den am 8. Juni 1733 gestorbenen Pfarrer Andreas Presiger. Westlich des Ortes befindet sich ein quadratischer Pfeiler mit vorgelagerten Pilastern und Nischenaufsatz, der im 18. Jahrhundert errichtet wurde. Am Ende der nach Nordwesten führenden Kellergasse befindet sich ein weiteres Kleindenkmal, das sogenannte Raaberkreuz.

## Persönlichkeiten
- Andreas Presiger (1668–1733), erster Pfarrer von Erdberg